# Lamos Kalesi
Lamos Kalesi ist eine hoch- bis spätmittelalterliche Burgruine in der historischen Landschaft Kilikien im Landkreis Erdemli der türkischen Provinz Mersin.

## Lage
Lamos Kalesi liegt im Ort Limonlu (früher Lamos, auch Lamas oder Lamaws, altgriechisch Λάμος, hethitisch: Lamiya) am gleichnamigen Fluss Limonlu Çayı (antik ebenfalls Lamos), der in der Antike die Grenze zwischen dem Ebenen (Kilikia Pedias) und dem Rauen Kilikien (Kilikia Tracheia) bildete, auf einem flachen Hügel aus Kalkstein, der sich am rechten, westlichen Ufer des Flusses Limonlu im Norden des Ortes erhebt. Etwa 500 Meter östlich mündet der Fluss ins Mittelmeer. Im Nordwesten des Ortes beginnt ein Aquädukt, der Wasser vom Lamosfluss nach Elaiussa Sebaste und Korykos im Südwesten leitete. Die Umgebung des Ortes wurde als Lamousia bezeichnet.
Der Ort ist nicht zu verwechseln mit dem gleichnamigen Lamos, das weiter westlich an der Grenze zwischen Kilikien und Isaurien liegt und dessen Umgebung Lamotis genannt wird.

## Geschichte
Strabon erwähnt den Flecken Lamos an der Mündung des gleichnamigen Flusses. Im 9. und 10. Jahrhundert trafen sich an der Stelle mehrmals Muslime und Byzantiner zum Zweck des Gefangenenaustausches. Die erste dieser Zusammenkünfte fand laut Hellenkemper/Hild 797 statt, nach anderen Quellen 805 zur Regierungszeit des Kalifen Hārūn ar-Raschīd und des byzantinischen Kaisers Nikephoros I. 1158 eroberte der byzantinische Kaiser Manuel I. die Burg. 1164/65 ist der Armenier Vasak als Fürst von Asguras und Lamaws belegt. Später ging die Festung in osmanischen Besitz über.

## Beschreibung
Die Ringmauer der Burg umschließt ein West-Ost liegendes Rechteck mit einer Fläche von etwa 40 × 80 Metern. Es sind zwei Bauphasen erkennbar. Die armenische Anlage hatte halbrund ausspringende Bastionen, von denen eine an der südöstlichen Ecke noch erkennbar ist. In osmanischer Zeit wurden sie mit rechteckigen Bastionen überbaut, der westliche Teil wurde komplett erneuert. Heute sind lediglich niedrige Reste der Umfassungsmauer mit Spuren je einer rechteckigen, nach innen offenen Bastion im Norden, Süden und Westen erhalten. Vom antiken Ort Lamos sind in der Umgebung nur noch einzelne Spolien zu finden.